# Aszared-apil-Ekur
Aszared-apil-Ekur (akad. Aŝarēd-apil-Ekur, tłum. „syn świątyni E-kur jest pierwszy/najważniejszy”) – król Asyrii, syn i następca Tiglat-Pilesera I, według Asyryjskiej listy królów panować miał przez 2 lata. Jego rządy datowane są na lata 1075-1074 p.n.e.
O Aszared-apil-Ekurze, poza jego imieniem, długością rządów i łączącym go pokrewieństwem z poprzedzającymi go i następującymi po nim innymi władcami asyryjskimi, wiadomo bardzo niewiele. Nie odkryto jak dotychczas żadnych jego inskrypcji. Jedyne informacje o nim pochodzą z dwóch list królewskich: Asyryjskiej listy królów i Synchronistycznej listy królów. W pierwszej z nich Aszared-apil-Ekur wymieniany jest jako 88 władca asyryjski i zajmuje tam miejsce po Tiglat-Pileserze I (1114-1076 p.n.e.), swym ojcu, a przed Aszur-bel-kala (1073-1056 p.n.e.), swym bratem. Synchronistyczna lista królów również umieszcza go pomiędzy tymi dwoma władcami. Imię babilońskiego władcy, który miał być współczesnym Aszared-apil-Ekurowi, w liście tej się nie zachowało, ale z ustaleń chronologicznych wynika, iż powinien być nim Marduk-szapik-zeri (1082-1070 p.n.e.).